# Accounts of Chemical Research
Acounts of Chemical Research (abreviatura Acc. Chem. Res.) és una destacada revista científica que se centra en la publicació d'articles curts, concisos i crítics que ofereixen una visió general de fàcil lectura de la investigació bàsica i les aplicacions en tots els àmbits de la química i la bioquímica. És publicada des del gener del 1968 per la Societat Química Americana. El seu factor d'impacte és molt alt 24,348 el 2013, any en què fou citada 24 348 cops. Ocupa la 4a posició de qualitat de revistes dedicades a la química en general en el rànquing SCImago.
A més dels articles curts també publica números especials dedicats a un sol tema destacat.
A partir de 2008, els resums tradicionals d'articles foren substituïts per un nou format anomenat Conspectus. Aquest nou tipus resumeixen la investigació proporcionant al lector una mirada més de prop al contingut i al significat d'un article. A través d'aquesta disposició d'una descripció més detallada del contingut de l'article, el Conspectus millora la detectabilitat de l'article pels motors de cerca i l'exposició per a la investigació.